# Paedagogica Historica
Paedagogica Historica est une revue d'histoire de l'éducation publiée depuis 1961.

## Histoire
La revue est fondée en 1961 par l'historien de l'éducation belge Robert Plancke, professeur de l'université de Gand. Elle est dirigée à partir de 1976 par Karel De Clerck. Jacques Souvage, chef de travaux à l'université de Gand, en est le rédacteur.
Elle est publiée par l'association néerlandaise Stichting Paedagogica Historica et éditée par Taylor & Francis. La revue a un partenariat avec l'Association internationale pour l’histoire de l’éducation (ISCHE) et publie chaque année un numéro double consacré aux actes du colloque.